# Lædersubkulturen
Lædersubkulturen (forbindes ofte med lak og læder) omfatter typisk både en bestemt tøjstil og en forbindelse med BDSM. Både tøjstilen og BDSM-aktiviteterne er karakteristiske for en bevægelsen som både kan være homo- og heteroseksuel, såvel som både den "gamle garde" og nyere generationer. Mens de fleste fra lædersubkulturen kan forbindes med BDSM, er det omvendt ikke alle BDSM-interesserede som tænder på læder.
| Sex | Spire Denne artikel om sex eller sexologi er en spire som bør udbygges. Du er velkommen til at hjælpe Wikipedia ved at udvide den. |